# École des arts industriels et des mines

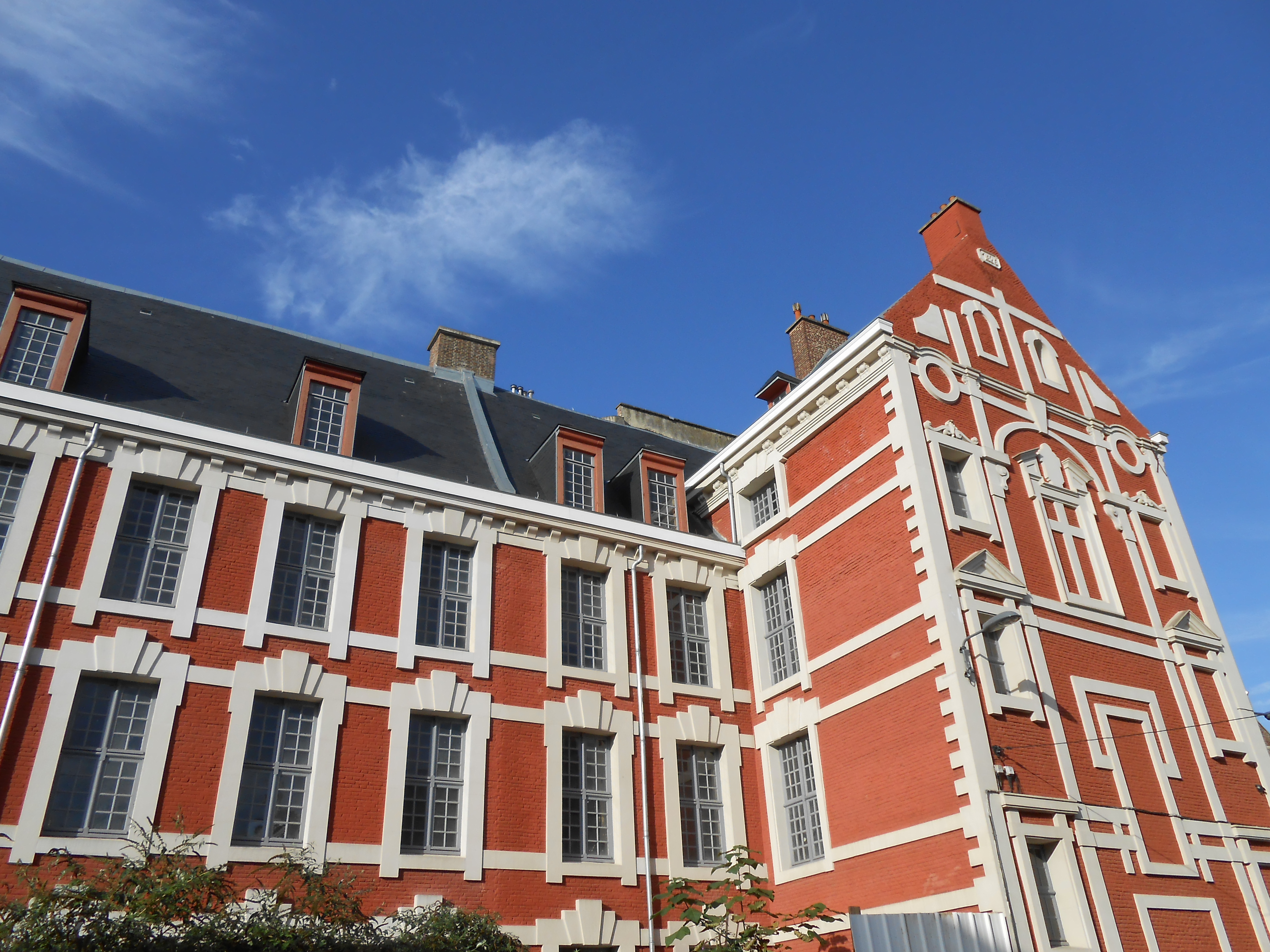
École des arts industriels et des mines

Die École des arts industriels et des mines war der Name der Ingenieurschule der Stadt Lille in Nordfrankreich von 1854 bis 1872.
Die Stadt Lille hatte drei Lehrstühle für Physik, Chemie und Mechanik in den Jahren 1817, 1822 und 1826 errichtet. Die Ingenieurschule, die von Frédéric Kuhlmann im Jahre 1854 gegründet wurde, war der Nachfolger der Lehrstühle, um den Bedürfnissen der nordfranzösischen Industrie gerecht zu werden.
Die Schwerpunkte der Ausbildung der ersten zwei Jahre des Studiums und des optionalen dritten Jahres waren der Bau von Maschinen, Spinnen und Weben, Chemie und Metallurgie und Bergbau.
1872 wurde die Ingenieurschule in den Rang einer Technischen Hochschule (Institut industriel du Nord) erhoben. Sein Erbe ist heute die École Centrale de Lille.